# Oum Laadham
Oum Laadham là một đô thị thuộc tỉnh Djelfa, Algérie. Dân số thời điểm năm 2002 là 13.696 người.